# 15-й отдельный гвардейский разведывательный артиллерийский дивизион
15-й отдельный гвардейский разведывательный артиллерийский Севастопольский дивизион Резерва Главного Командования — воинское формирование Вооружённых Сил СССР, принимавшее участие в Великой Отечественной войне.
Сокращённое наименование — 15-й огв.радн РГК.

## История
Преобразован из 709-го (1-го формирования) отдельного разведывательного артиллерийского дивизиона 1 марта 1943 года года в составе  2-й гв. адп  РГК.

В действующей армии с 1.03.1943 по 23.05.1944.
В ходе Великой Отечественной войны вёл артиллерийскую разведку в интересах артиллерийских частей соединений 2-й гв. адп Южного   и 4-го Украинского фронтов.
23 мая 1944 года в соответствии с приказом НКО СССР от 16 мая 1944 года №0019, директивы заместителя начальника Генерального штаба РККА от 22 мая 1944 г. №ОРГ-2/476 15-й огв. радн обращён на формирование 42-й гв. пабр  Отдельной Приморской армии
.

## Состав
- Штаб
- Хозяйственная часть
- 1-я батарея звуковой разведки (1-я БЗР)
- 2-я батарея звуковой разведки (2-я БЗР)
- батарея топогеодезической разведки (БТР)
- взвод оптической разведки (ВЗОР)
- фотограмметрический взвод (ФГВ)
- хозяйственный взвод

## Подчинение
| Дата                 | Фронт                | Армия         | Корпус | Дивизия     | Бригада | Примечания |
| -------------------- | -------------------- | ------------- | ------ | ----------- | ------- | ---------- |
| 1.03.43 -1.08.43г.   | Южный фронт          | -             | -      | 2-я гв. адп | -       | -          |
| 1.08.43 -23.09.43г   | Южный фронт          | 2-я гв. армия | -      | 2-я гв. адп | -       | -          |
| 26.09.43-20.12. 43г. | 4-й Украинский фронт | 51-я армия    | -      | 2-я гв. адп | -       | -          |
| 1.01.44-28.2.44г     | 4-й Украинский фронт | 21-я армия    | -      | 2-я гв. адп | -       | -          |
| 1.03.44-12.05.44г    | 4-й Украинский фронт | 2-я гв. армия | -      | 2-я гв. адп | -       | -          |

## Командование дивизиона
Командир дивизиона
- гв. подполковник Добросольцев Александр Васильевич

Начальник штаба дивизиона
- гв. ст. лейтенант, гв. капитан Носов Иван Сысоевич

Заместитель командира дивизиона по политической части
- гв. капитан Мотуз Леонтий Гаврилович

Помощник начальника штаба дивизиона
- гв. ст. лейтенант Вядро Климентий Израилевич

Помощник командира дивизиона по снабжению
- гв. ст. лейтенант Неминущий Семён Николаевич

## Командиры подразделений дивизиона
Командир 1-й БЗР
- гв. ст. лейтенант Богданов Виктор Васильевич

Командир 2-й БЗР
- гв. ст. лейтенант, гв. капитан  Симонов Виктор Николаевич

Командир БТР
- гв. ст. лейтенант, гв. капитан Вахмяков Василий Сергеевич

Командир ВЗОР
Командир ФГВ
- гв. ст. лейтенант Васеко Михаил Семёнович

## Награды и почётные наименования
| Награды и наименования                | дата          | за что получена |
| ------------------------------------- | ------------- | --- |
| Почётное звание «Гвардейский»         | 1.03.43 г.    | присвоено приказом Народного комиссара обороны СССР № 101 от 1 марта 1943 года За проявленную отвагу в боях за Отечество с немецкими захватчиками, за стойкость, мужество, дисциплину и организованность, за героизм личного состава |
| Почетное наименование Севастопольский | 24.05.1944 г. | присвоено приказом Верховного Главнокомандующего № 0136 от 24 мая 1944 года за отличий в боях с немецкими захватчиками за освобождение города Севастополь.                                                                           |